# Đoan Hùng (xã)
Đoan Hùng là một xã của huyện Hưng Hà, tỉnh Thái Bình, Việt Nam.

## Thông tin địa lý
Đoan Hùng nằm ở phía Nam sông Luộc, gần ngã ba sông Luộc với sông Tiên Hưng. Đoan Hùng giáp xã Điệp Nông ở phía Bắc (góc Tây Bắc đối diện với xã Tống Trân huyện Phù Cừ tỉnh Hưng Yên qua sông Luộc), phía Tây giáp xã Tân Tiến (ranh giới là sông Tiên Hưng), phía Nam giáp xã Thống Nhất, phía Đông giáp xã Hùng Dũng. Đoan Hùng gồm các làng Đôn Nông (tức Phú Nông), Tiên La, Chấp Trung. Những làng này, vào thời phong kiến, gọi là các xã thuộc tổng Canh Nông huyện Duyên Hà phủ Tiên Hưng trấn Sơn Nam Hạ.
== Di tích lịch sử, lễ hội
Tại xã Đoan Hùng có di tích lịch sử đền Tiên La, nơi thờ bà Vũ Thị Thục, là một vi nữ tướng theo Hai Bà Trưng khởi nghĩa chống ngoại xâm, có hiệu là Bát Nạn Tướng quân. Tương truyền, bà đã tuẫn tiết hy sinh trong một trận đánh oanh liệt khiến cho quân Đông Hán (Nhà Hán thời Tam Quốc ở Trung Quốc) khiếp sợ. Sau khi chết, dân làng Tiên La đã mang xác bà về an táng tại ngôi chùa nơi bà dấy binh khởi nghĩa. Sau đó vài ngày có một bè đá nổi trôi đến bến sông trước cửa chùa và dừng tại đó không trôi nữa. Cho là điềm lành, dân làng Tiên La đã vớt bè đá và dựng thành ngôi đền đá thờ bà và tồn tại đến hôm nay.
Đền Tiên la có kết cấu cột, kèo bằng đá trạm trổ rất tinh xảo thể hiện tinh hoa văn hóa, lao động của người Việt cổ. Đây là di tích lịch sử văn hóa cấp quốc gia. Đền đã vinh dự được đón nhiều đồng chí lãnh đạo Đảng và Nhà nước về thăm
Lễ hội diễn ra hàng năm từ 15 tháng ba đến ngày 17 tháng ba (âm lịch, thu hút hàng trăm nghìn khách thập phương
1. ↑  Tổng cục Thống kê
2. ↑  Cuốn Tên làng xã Việt Nam đầu thế kỷ 19, trang 64.
3. ↑  Tài liệu địa chí Thái Bình, tập 2, Nguyễn Quang Ân và Nguyễn Thanh, trang 298.